# Howard Eisley
Howard Eisley, né le 4 décembre 1972 à Détroit, dans le Michigan, est un joueur puis entraîneur américain de basket-ball. En tant que joueur, il évoluait au poste de meneur.